# Чоботарство

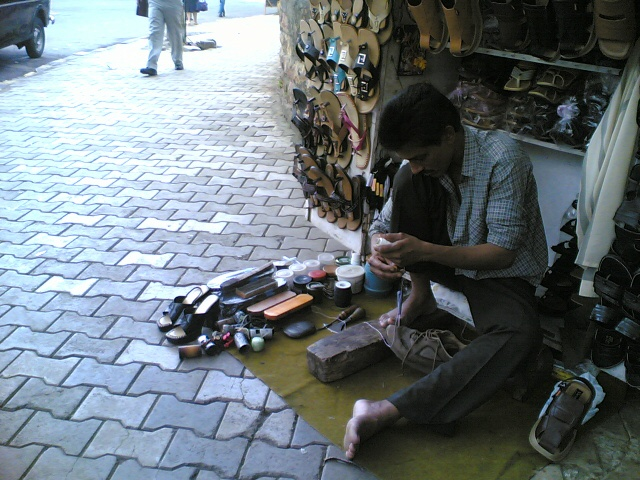
Чоботар на вулиці Мумбаї, Індія

Чоботарство, або шевство — ремесло, що займається виробництвом і ремонтом взуття.
Професія чоботаря (шевця) породила безліч явищ сучасної культури, наприклад, приказку «швець без чобіт». Шевцями також називають майстрів із ремонту взуття.

## Історія
Чоботарство — традиційне ремесло, що сягає корінням углиб століть і є мистецтвом виготовлення взуття різного призначення і видів. В наш час[коли?] ручне виготовлення взуття шевцями або чоботарями майже зникло, витіснене індустріальним виробництвом взуття допомогою верстатів і операційних ліній. Також зник кустарний, одиночний спосіб виробництва взуття, поступившись місцем великим компаніям-виробникам.
Виробники взуття виробляють велике коло різних взуттєвих виробів, включаючи черевики, сандалі, мокасини і сабо.

### Чоботарство в Україні

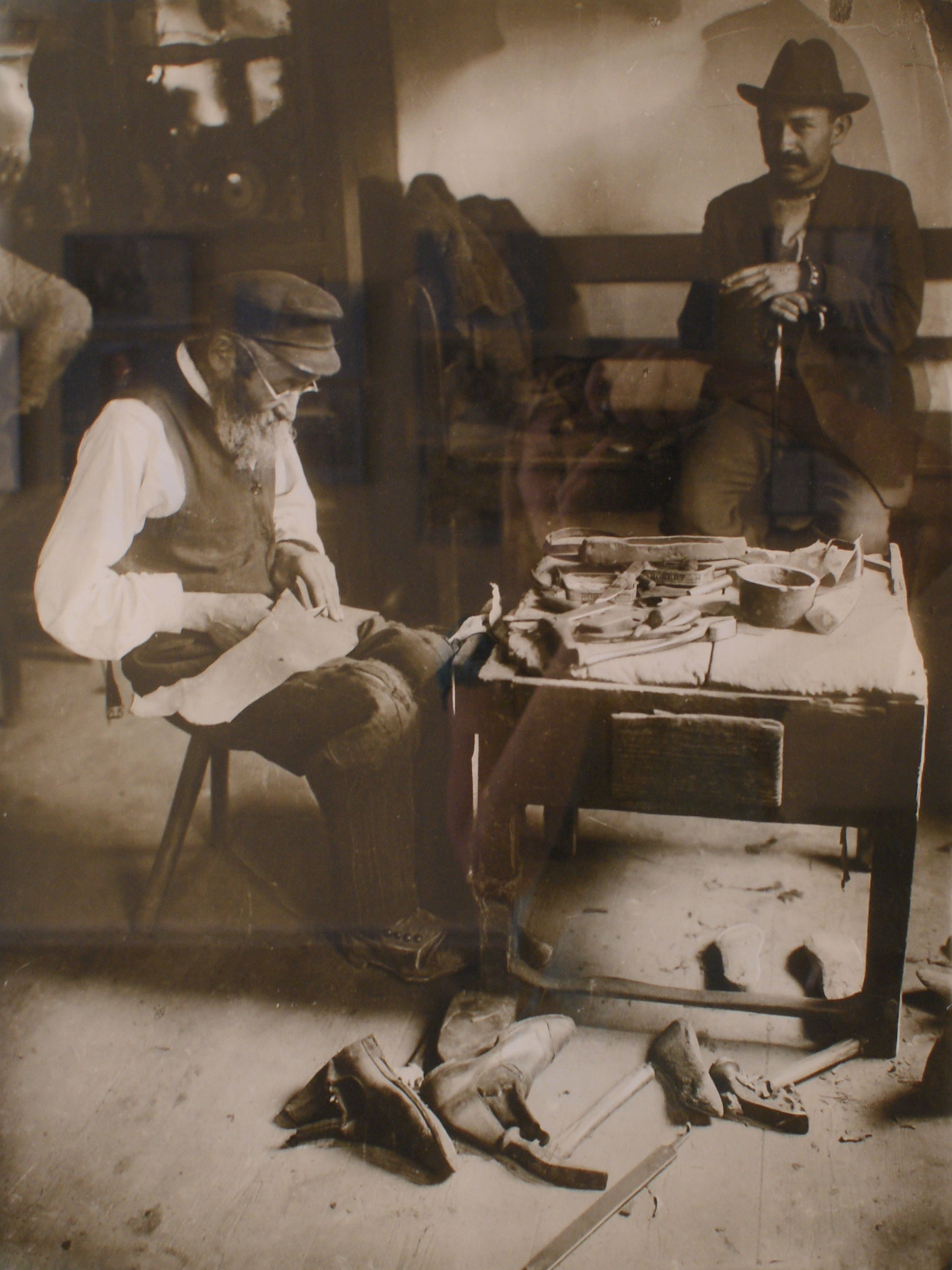
Швець у Кременці, 1914

Чоботарство в Україні відоме з княжої доби (10 століття), коли шевця звали «кожом'яка» (кожум'яка) або «усмошвець»; перший виправляв (м'яв) шкіру, а другий шив взуття з черевної шкіри («чреве», «черевіе») тварин, звідки і сучасна назва «черевики». Спочатку майстер взуття був кожом'якою і шевцем. У літописі «Повість временних літ» записана легенда про звитяжця кожом'яку, який 992 за князя Володимира Великого переміг у поєдинку печеніга під Переяславом; у Радзивілловському літописі кожом'яку названо «Ян Усмошвець», а в Україні зберігся переказ про Кирила чи Микиту Кожом'яку.

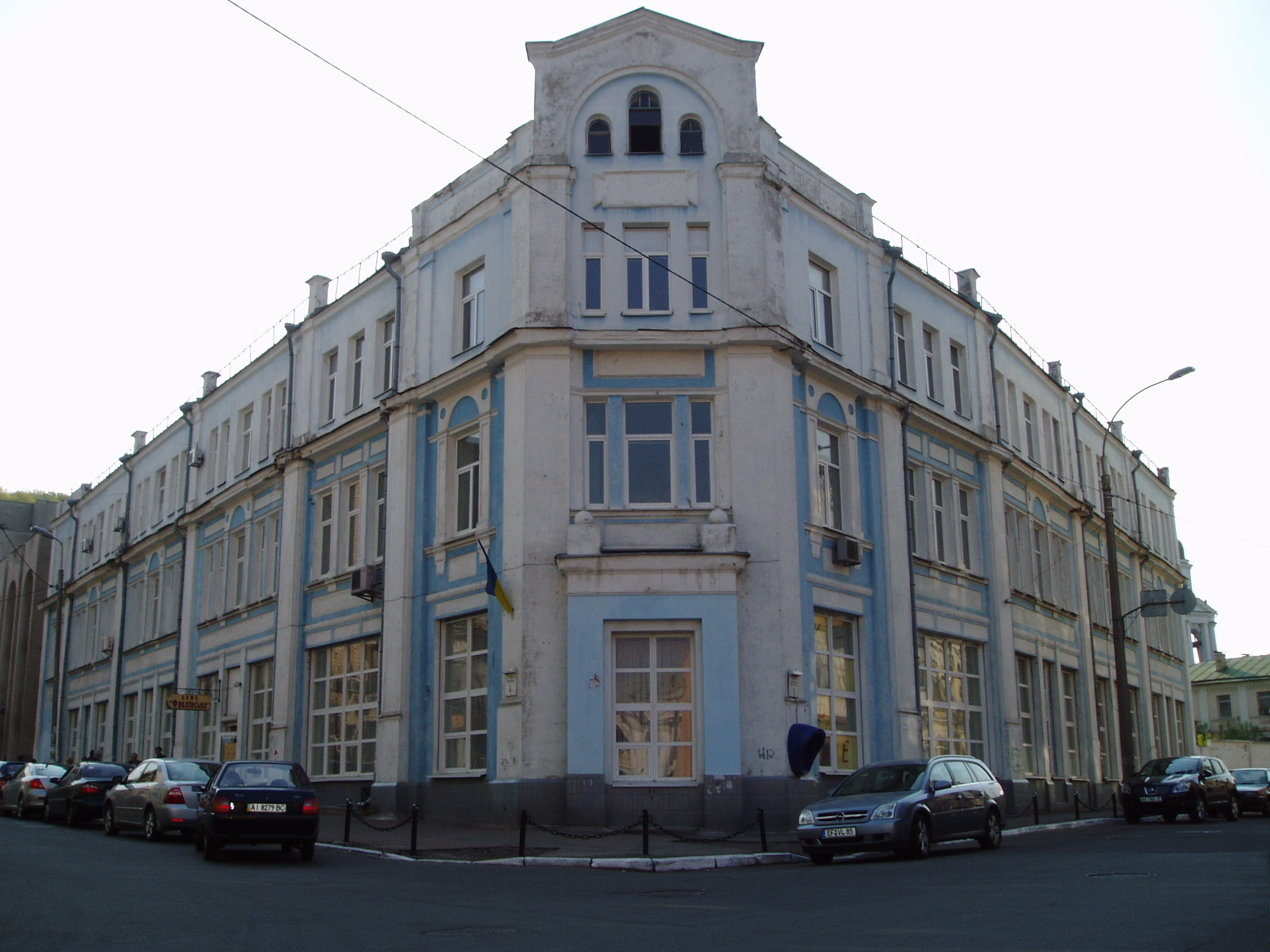
Будинок шевського цеху у Києві

У більших містах, таких як Київ, Чернігів, Переяслав, чоботарі мали свої дільниці чи вулиці. У Києві на Подолі існувала історична місцевість Кожум'яки, розташована між Старокиївською горою і Замковою горою, де жили за часів Київської Русі ремісники шевці-кожум'яки. Тепер на цьому місці проходить Кожум'яцька вулиця. З цих часів шевці творили свої товариства, своєрідні зародки пізніших цехів. Татарська навала довела до занепаду чоботарство, яке знову відновлювалося з другої половини 14 століття завдяки постанням цехів у системі маґдебурзького права.
Один з перших шевських цехів постав у Перемишлі 1381 року, згодом вони поширилися в містах і містечках Галичини, Волині й на Наддніпрянщині. З XVI століття на західноукраїнських землях почалася дискримінація українських ремісників, які не хотіли вступати до цехів, бо, наприклад, привілеями у Львові користувалися тільки шевці-католики, поляки або німці. Тому й велася боротьба українських майстрів львівського шевського цеху 1639 року за рівноправність з поляками.
Один з найбільших цехів шевців був у Києві, який з початку XVI століття знаходився на Подолі. Цей шевський цех мав свій устрій, своєрідний одяг (уніформу), свою корогву і печатку. На емблемі подільських швеців було зображено великий чобіт в оточенні різних жіночих чобітків і черевиків. З середини 18 століття було споруджено у Києві будинок шевського цеху в стилі українського бароко. У цьому будинку відбувалися збори братчиків — майстрів-шевців, а також їхні суди, урочисті церемоніяли і ритуали. У цьому ж будинку діяла також школа для міщан-шевців. У 1762 році київський шевський цех об'єднував 643 майстри. У Києві він проіснував до 1886 року, коли його перетворено на спілку «Взаємодопомога».
Добре організовані були швеці у Гадячі, де в 1730-их роках було кілька шевських професійних спілок. У 17-19 столітті чоботарство розвивалося також у Полтаві, Чернігові, Новгород-Сіверському, Стародубі, Ніжині. Головнішими осередками шевського домашнього промислу на Наддніпрянщині були Решетилівка, Охтирка, Березна, Сміле, Ічня, Котельва, Семенівка та ін.
За австрійським переписом 1773 року у Галичині працювали 5 500 швеців. Тут шевський домашній промисел був розвинений у Городку, Куликові, Буську, Угневі (виробництво чобіт), Старому Самборі, Риботичах, Надвірній, Бучачі, Потоці. У містечку Угневі існувала в 1889—1899 роках єдина в Галичині фахова школа для підвищення кваліфікації швеців, якою керував О. Целевич.
До середини 19 століття чоботарство було ручне, згодом у великих підприємствах напівмеханізоване. До 1917 року шевське ремесло постачало 90 % продукції взуття, решта вироблялася фабричним способом. Починаючи з 1920-их років розвинулася фабрична продукція взуття.

## Технології

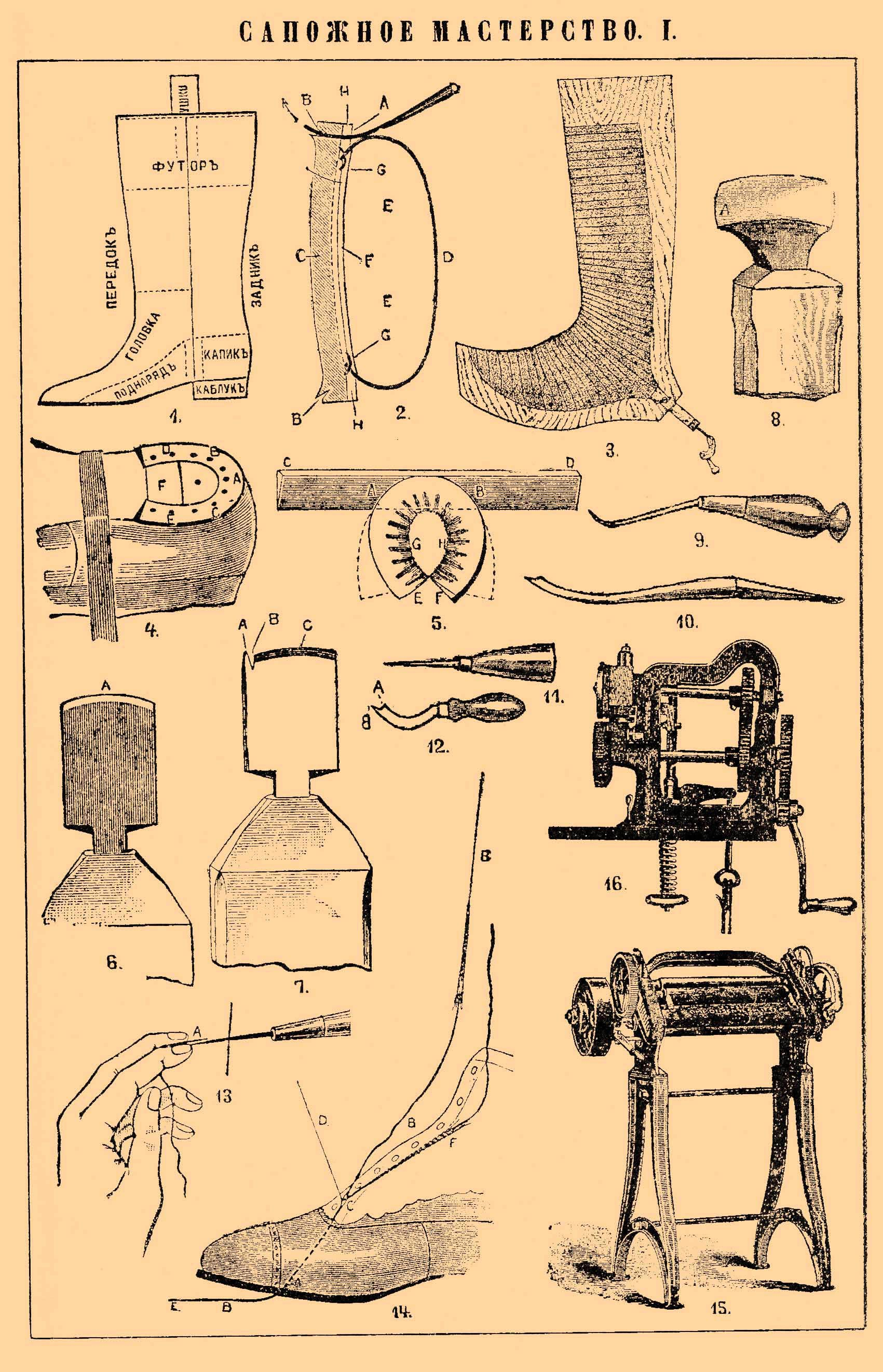
Деталі чобота, прийоми просилення дратви й шевські інструменти. Ілюстрація зі статті «Сапожное мастерство» з Енциклопедичного словника Брокгауза і Єфрона

### Пошиття
Пошиттю передували обробка шкіри й розкроювання. Для виготовлення чобіт викроювали такі деталі: передок, задник (іноді окремо халяву), підкладки — футор (підкладку халяви), капик (підкладку закаблука), піднаряд (підкладку передка) і вшивні елементи — рант (вузький ремінець з товстої шкіри, який служить зв'язком між підошвою і самим чоботом) і кранець (він замінює рант біля підбора), прошви.
Оскільки натуральна шкіра є дорогим і неоднорідним у своїх різних частинах матеріалом, то кожну частину чобота викроювали з відповідного місця шкури. Підошву викроювали з хребтової частини волової або буйволової шкіри, внутрішню устілку — із слабших частин такої ж шкіри, а на складові підборів («фліки») ішли різні обрізки. Рант і кранець вирізували з частини шкури середньої товщини. Рант зрізували навкоси з одного боку (у перерізі він мав форму неправильної трапеції), а кранець розрізували по діагоналі на два ремінці клиноподібного перерізу. Перед роботою все заготовлені деталі наскрізь промочували в чистій воді і потім давали їм підсохнути, щоб шкіра залишалася лише дуже вологою.
Потім футор, капик і піднаряд підклеювали клейстером до передка і задника, футор і капик прострочували по краях, а краї піднаряда обережно підшивали так, щоб шов не проникав через всю товщу шкіри назовні, пришивали «вушка» і тачали вертикальний шов халяви. Після того заготовку чобота натягали на колодку: на підошву її наколочували спочатку устілку, сильно розмочену і проколочену молотком так, щоб вона добре прилягала до колодки, потім надівали заготовку і огинали краї шкіри біля носка, злегка приколочуючи її оббивними гвіздками або спеціальними «тексами» (англ. tacks — «цвяшки, кнопки»). Потім затяжними кліщами натягали і проколочували молотком задник, після нього — бокові краї чобота. Від правильності затягування залежав вигляд готового чобота. Після затягування припасовували підошву, сильно і рівномірно проколочуючи її молотком, не тільки з метою надати їй злегка опуклої форми відповідно колодці, але головним чином для ущільнення матеріалу: в протилежному разі ущільнення відбувалося місцями під час носіння, що приводило до ослаблення швів.
Пришивання підошви починали із зшивання ранта з пришвами (передком і задником) і з устілкою, потім накладали саму підошву і пришивали її до ранта «в два кінці». Між підошвою і устілкою утворювалася облямована рантом заглибина, яку заповнювали шматком шкіри — «єленкою» (від нім. Gelenkstück), у носковій частині — повстю або картоном; а якщо хотіли потовщити підошву, підкладали шар корку. У місці закаблука ранта не було: завдяки косому зрізу він потоншувався дозаду і поступово сходив нанівець; шкіра задника безпосередньо з'єднувалася з підошвою. Підошва в задній частині мала опуклу форму, для її вирівнювання приколочували згорнуту підковоподібно смугу шкіри — кранець. На вирівнену поверхню підошви наклеювали фліки підбора, приколочуючи їх металевими шпильками.
Зшиті чоботи обробляли різними інструментами: зрізкою ранта і урізником — уріз (край підошви і ранта), гладилками і токмачками — підбор. Обробку закінчували змазуванням шевським чорнилом і ваксою.

### Шевський інструмент
- Шевський ніж
  - Закрійний ніж
  - Ніж з клиноподібним лезом
  - Ніж з криволінійним вістрям
  - Ніж для спускання ранта — застосовується для потоншення краю ранта
  - Ляпісний ніж — ніж з гакоподібним вістрям, призначений для вибирання увігнутих місць при виготовлянні дерев'яних каблуків (замість нього можуть використовувати півкруглою стамескою)
  - Урізний ніж — для обробки урізів, спроряджений захисною пластинкою для запобігання порізам верху взуття
  - Прошовний ніж — для зрізання прошви (ушитої в шов вузької смужки шкіри) в халявах чобіт врівень з поверхнею
  - Ніж-півмісяць — інструмент для шерфування (потоншування крайок шкіри)
  - Стріхіль (стрихіль, стрихулець, стрих) — тупий ніж для вирівнювання шкіри[5][6]
- Швайка — товсте шило
- Шила
  - Прямі шила
  - Форштик (нім. Vorstich) — пряме шило для отворів під дерев'яні цвяшки.
  - Вигнуті шила
  - Шила з гачками (човникові) — призначені для просилювання дратви, можуть бути прямими й вигнутими
- Ножиці — для розкроювання не дуже товстої шкіри
- Гладилки — пластинки з двома ручками, призначені для вигладжування і полірування підошв
- Молоток — для забивання цвяхів
  - Шевський молоток
  - Молоток з видовженим бойком
  - Молоток з гумовою накладкою
- Затяжні кліщі — інструмент для затягування крайки верху взуття, можуть споряджатися молотковим бойком
- Обценьки — інструмент для виймання цвяхів
- Цвяховиймач — інструмент у вигляді мініатюрного цвяходера на дерев'яній ручці, призначений для виймання цвяхів, шпильок
- Викрутки — інструмент для вигвинчування шурупів з підошов
- Рашпілі
- Напилки
- Голки — для пришивання дрібних деталей
- Коліщатко намічальне — для розмічання місць проколів
- Рантове коліщатко, накатник для ранта — призначене для накочування гребеневої доріжки на верхню поверхню ранта
- П'яткове коліщатко — призначене для накочування декоративної лінії навколо каблука
- Урізник — для полірування підошовного урізу
- Кантик — для полірування підошовного урізу. На відміну від урізника має округлений профіль без канавок
- Токмачка, шовкунець, шолгун[7][8][9] — інструмент з округлою робочою частиною, що використовується для полірування бічної поверхні каблуків, ходової частини підошви, розгладжування клейових латок.
- Відводка — для обробки крокулів каблука й строчок задника
- Підрізка — пластинка зі спущеним краєм, що використовується для захисту заготовки від порізів при обрізанні каблука й урізу підошви
- Шевська колодка, копил — пристосування для підтримки форми взуття в процесі її виготовлення, за формою нагадує людську стопу. Більшість шевців використовують колодки, зроблені з дерева або металу, але, останнім часом, часто матеріалом для колодки служить пластик. Деякі колодки є прямими, в той час як інші різняться — одна для лівої ноги, інша — для правої.
- Шевська лапа — стійка з пластинкою наверху у формі підошви, на ній забивають цвяхи, околочують шви, загинають підметки
- Колодковий гачок — призначений для витягання колодки з готового взуття

Для скріплення деталей взуття використовують дратву, зсукану за допомогою воску чи смоли, шпильки, шевські цвяхи, клей.

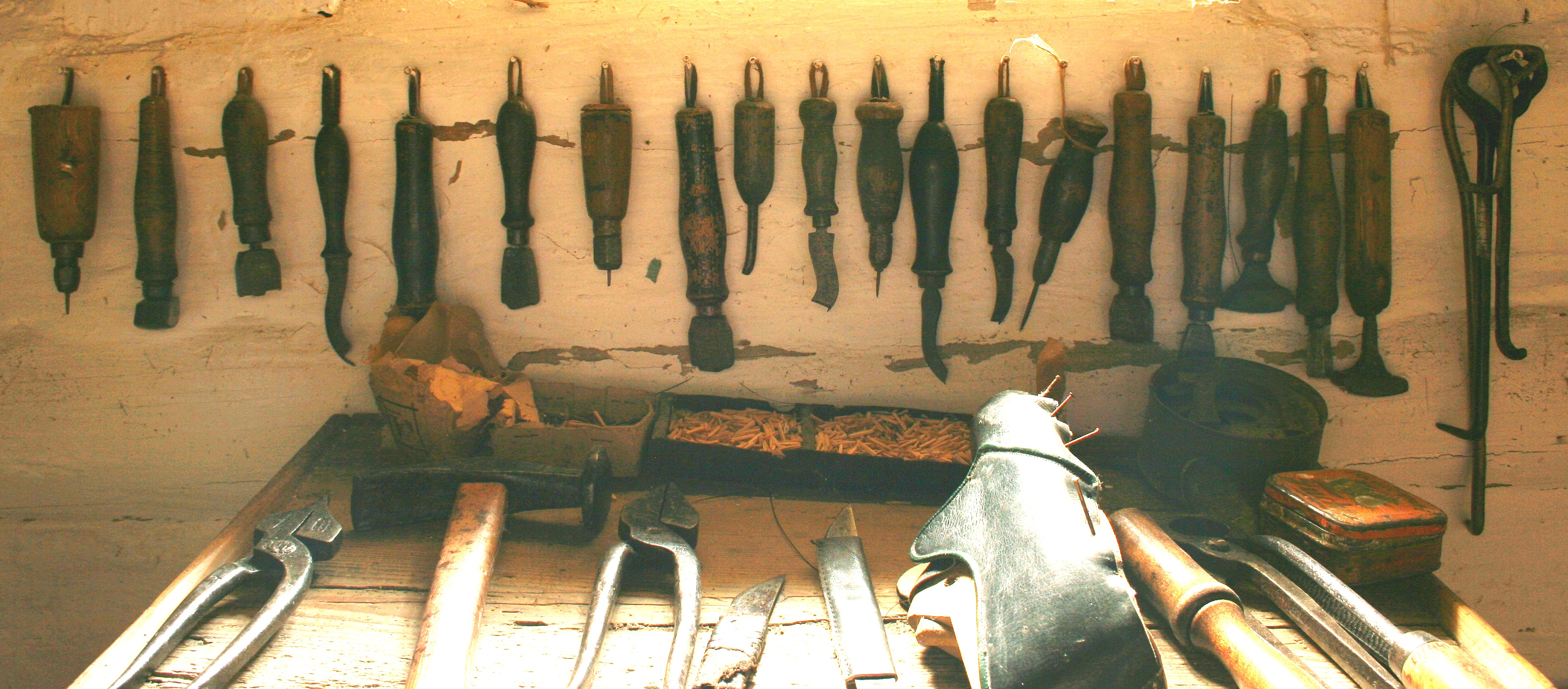
Інструмент шевця: затяжні кліщі, молоток з видовженим бойком, урізники, токмачки, кантики
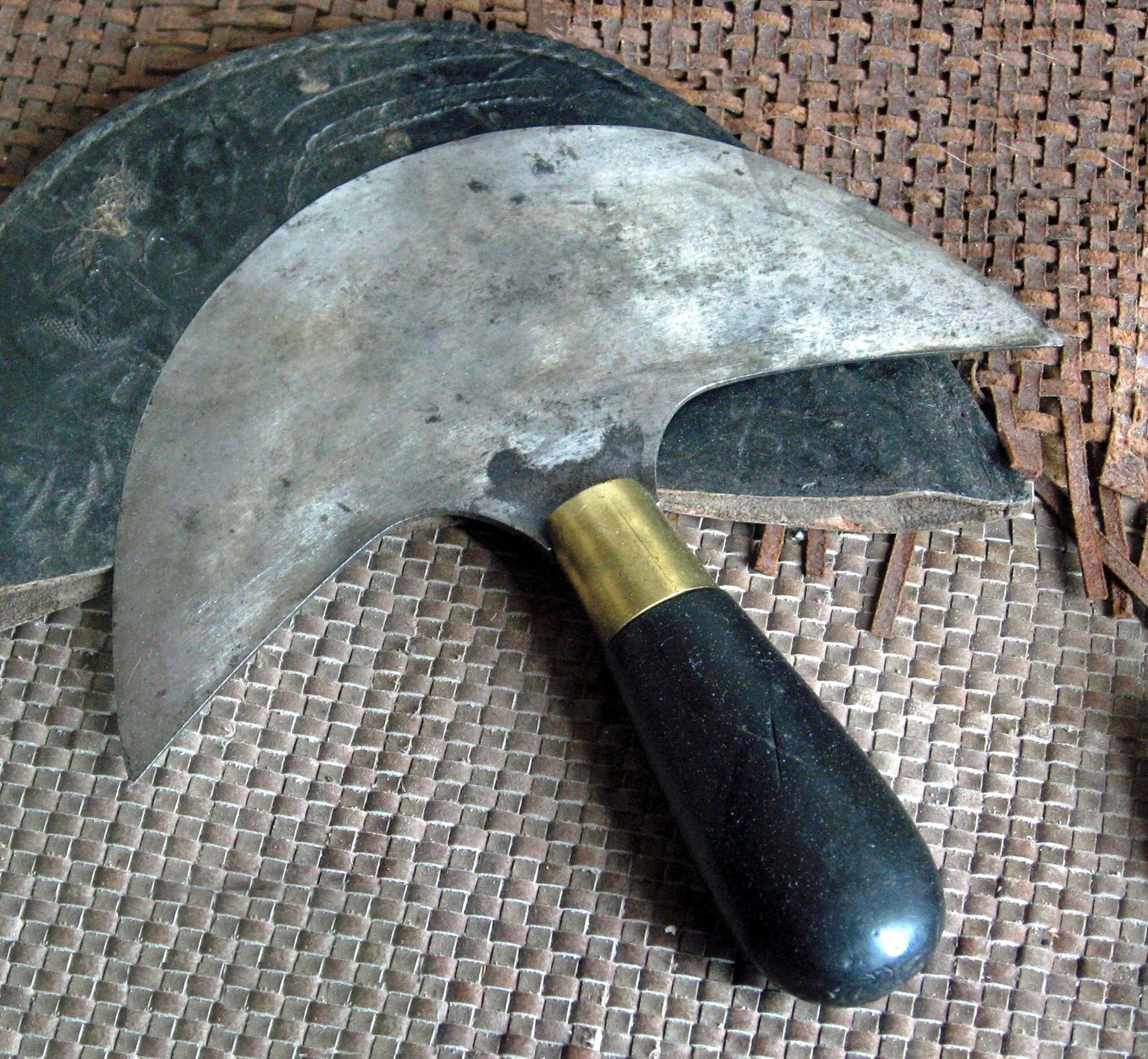
Ніж-півмісяць
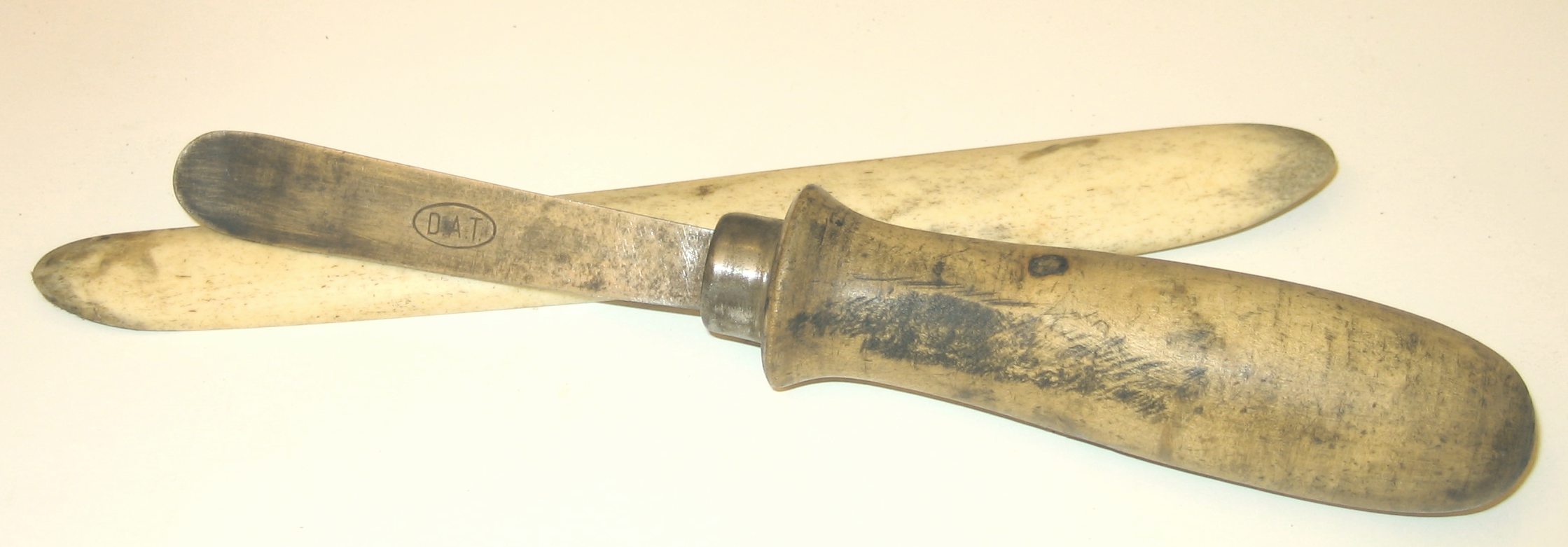
Токмачка
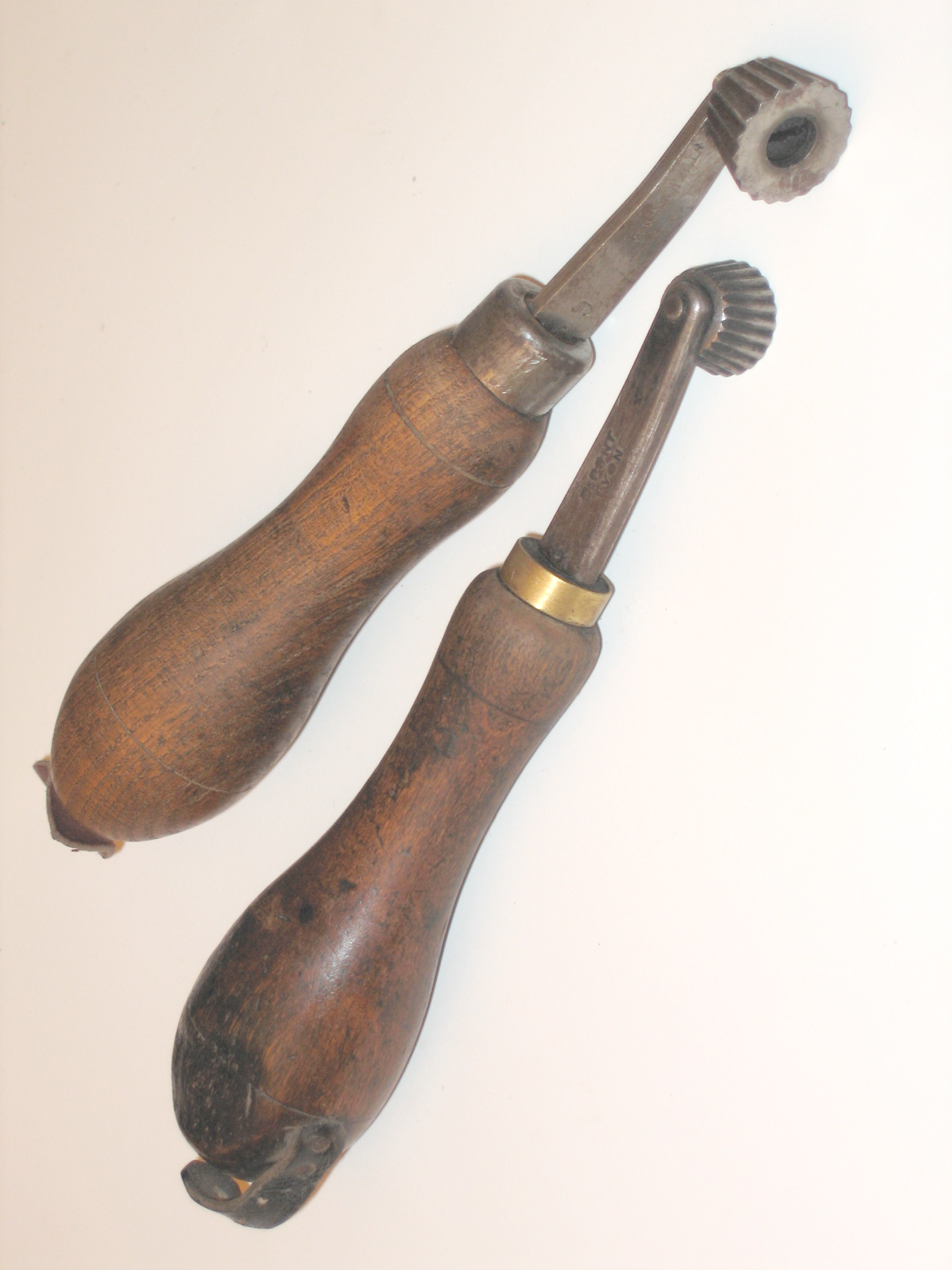
Коліщатка
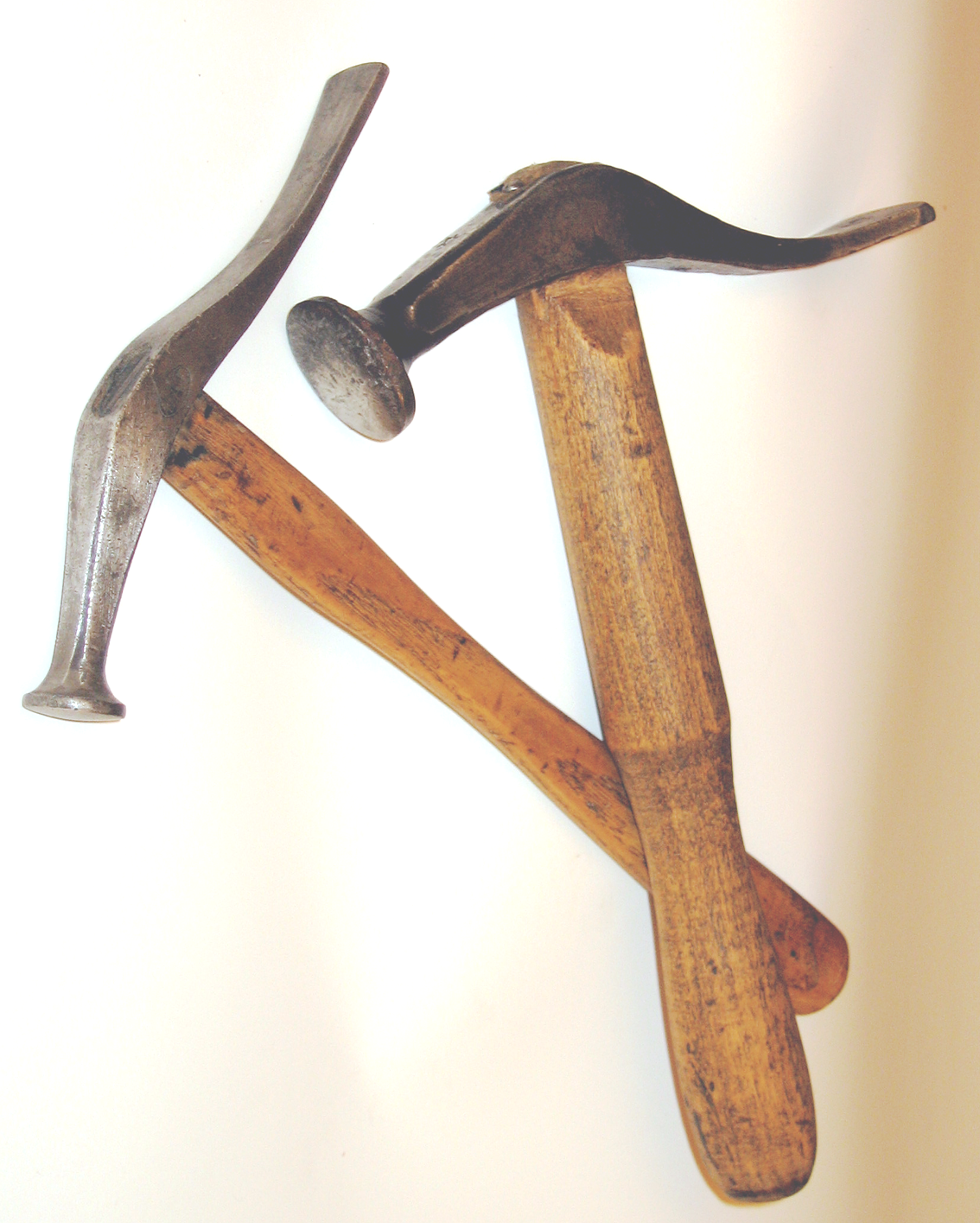
Молотки з видовженим бойком
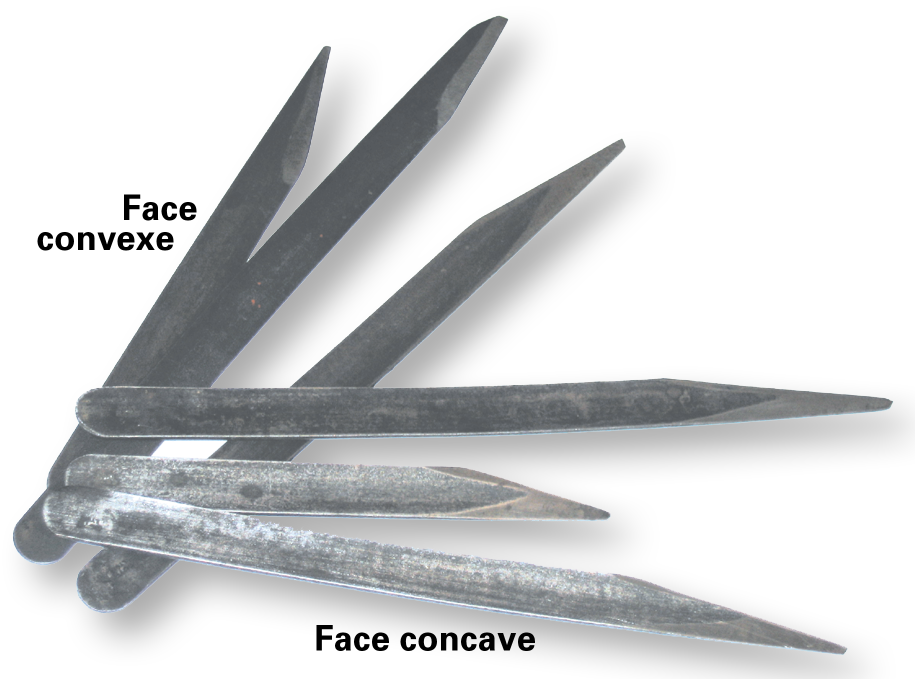
Ножі закрійні й з клиноподібним лезом
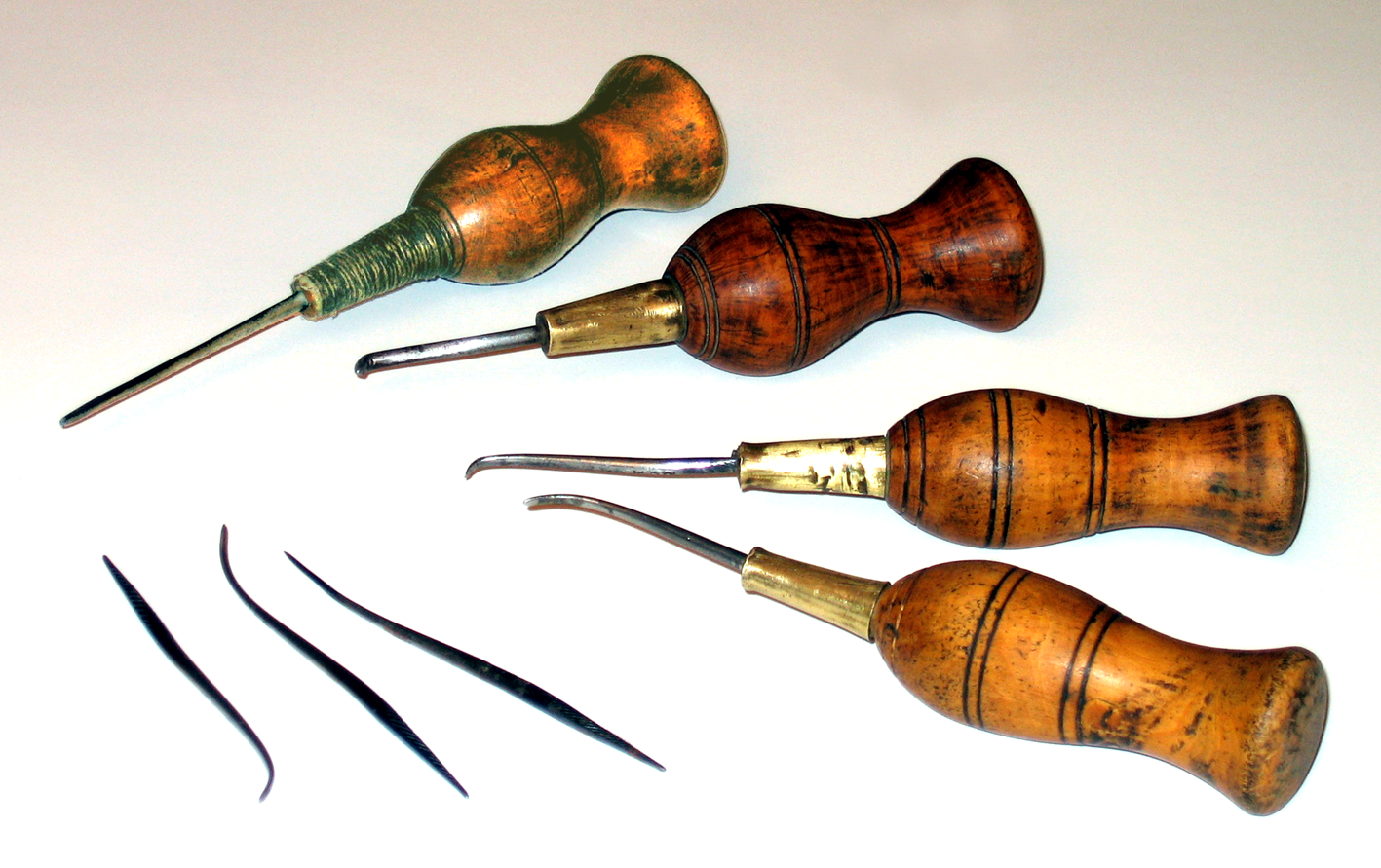
Шила
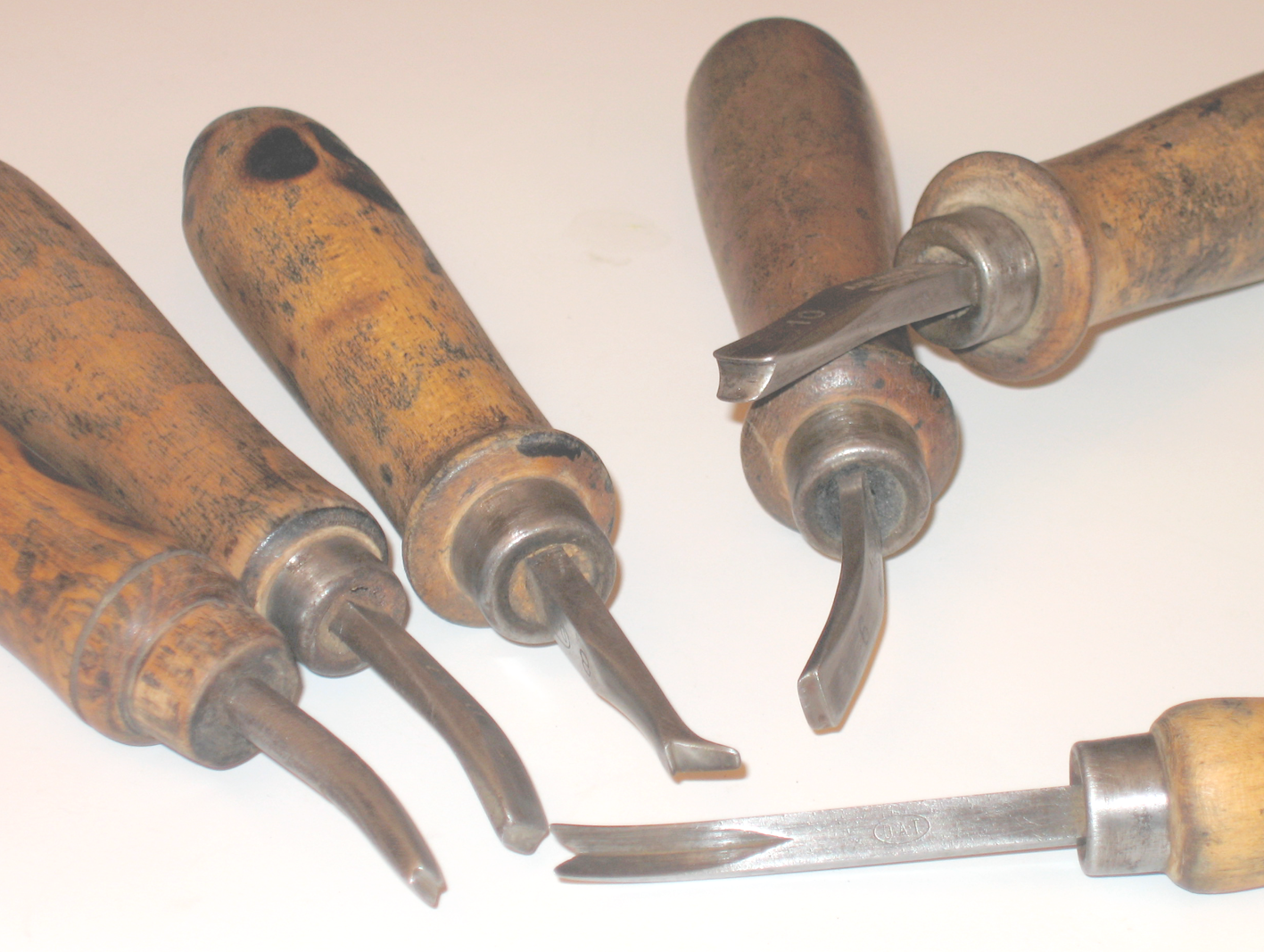
Ляпісні ножі
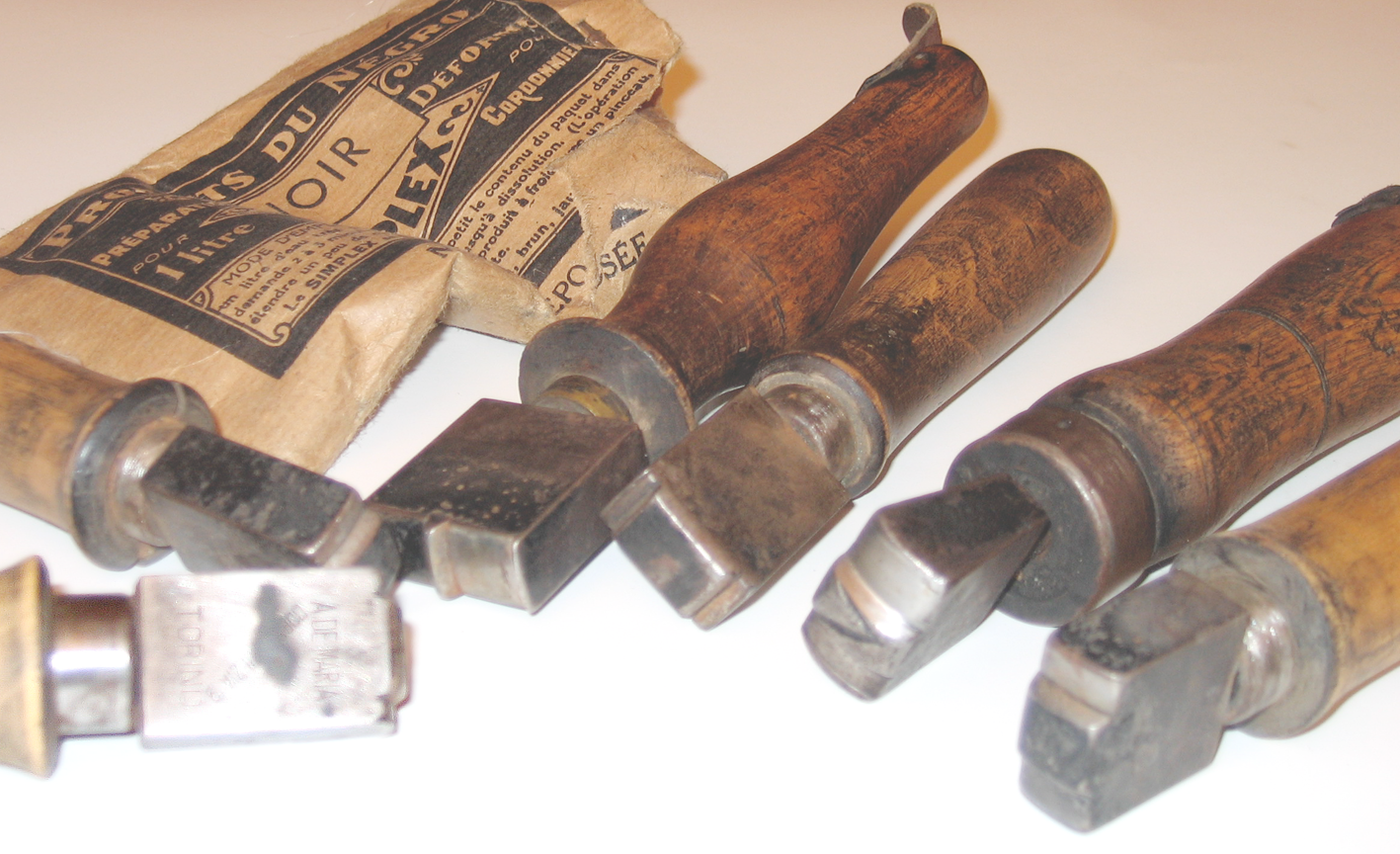
Урізники

## Культура

### Прізвища
Шевство тісно пов'язане з побутом, від назви професії походять українські прізвища Швець, Шевчук, Шевченко, Шевців, Шевчишин, Чоботаренко, російські Сапожников і Швецов, німецьке Шумахер. Крім того, шевство залишило тривкі сліди в топонімічних назвах (Шевське, Шевці, Шевцівка, Шевченки, Кожум'яки), народній творчості і фольклорі.

### Прислів'я, мовні звороти
- Ковалева кобила і шевцева жінка ходять звичайно босі
- Він і швець, і жнець, і в дуду грець (і коваль, і швець, і кравець, і на дуду грець)
- Що б то був за швець, коли б усім на один копил чоботи шив!
- Швець знай своє шевство, а у кравецтво не мішайся
- Пришити (свою) пришву — не досить тактовно доповнити сказане кимсь, втрутитися в чужу розмову (також вживається в значенні «Дати комусь прізвисько, поглузувати з когось»)

### Інше
- Чоботар — українська назва птаха Recurvirostra avosetta, яку він отримав за довгий загнутий дзьоб, що нагадує чоботарське шило (інша назва — шилодзьобка).